# Football Club Internazionale Milano 2016-2017
Questa voce raccoglie le informazioni riguardanti il Football Club Internazionale Milano nelle competizioni ufficiali della stagione 2016-2017.

## Stagione

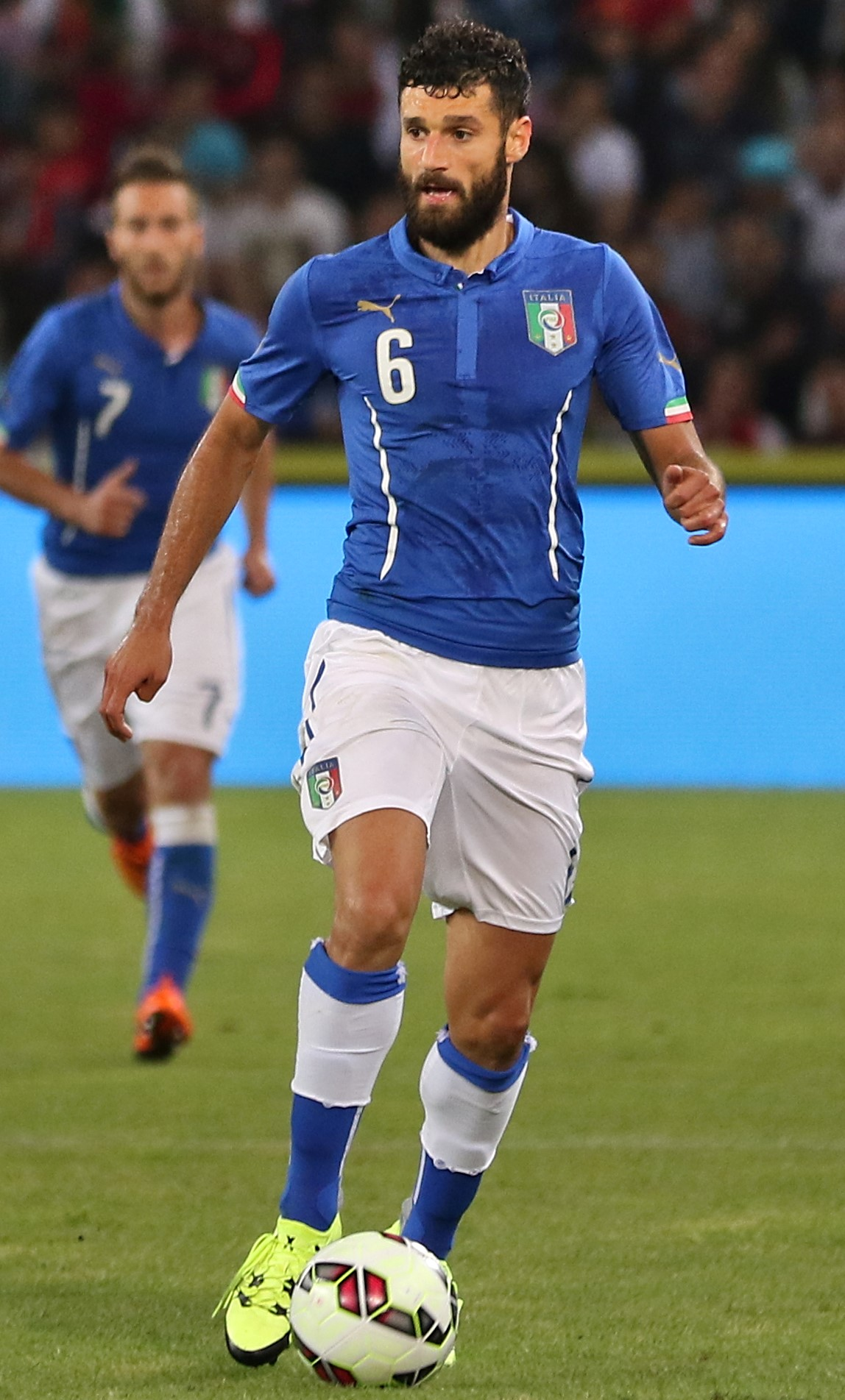
L'esterno Antonio Candreva, arrivato nel mercato estivo, si guadagna fin da subito il posto da titolare e fine stagione risulterà essere il giocatore più impiegato tra i nerazzurri.

Dovendosi accontentare dell'Europa League in virtù del quarto posto ottenuto nel campionato precedente, la Beneamata affrontò il passaggio di proprietà da Thohir alla nuova proprietà del Suning Holdings Group di Zhang Jindong (insidiatasi nel mese di giugno). Ne conseguirono l'addio definitivo dell'ex patron Massimo Moratti, nel mese di agosto, l'addio di Roberto Mancini dall'incarico di allenatore: al termine di un secondo mandato di 17 mesi, per certi versi deludente, ed a causa di divergenze con la nuova proprietà (circa il calciomercato) ed il roster (vittima di sconfitte pesanti nelle amichevoli estive), lo jesino rescisse il contratto due settimane prima della partenza del nuovo torneo tricolore. Il posto lasciato vacante venne quindi preso dall'olandese Frank de Boer, autore di un poker di campionati vinti di fila ed una supercoppa statale alla guida dell'Ajax.
Per quanto riguarda il calciomercato, alla Pinetina arrivarono il terzino Ansaldi (dal Genoa), l'ala Candreva (dalla Lazio) e il mediano Banega (dai campioni dell'Europa League del Siviglia); in chiusura di sessione si registrarono gli acquisti del campione europeo João Mário (dallo Sporting Lisbona) e del campione olimpico Barbosa, giunto dal Santos in attacco, conteso al Barcellona. Salutarono invece Dodô, Juan Jesus, Telles e Ljajić, con invece il turco Erkin - voluto da Mancini - ceduto in prestito per volontà dell'allenatore olandese.
Un disastroso avvio di campionato, con la Beneamata che ottenne un punto tra clivensi e rosanero (circostanza già avvenuta cinque stagioni prima), mise già in dubbio la guida della panchina. Pur figurando in un girone abbordabile, in Europa League, i nerazzurri dovettero far fronte all'impossibilità di utilizzare quattro giocatori per via delle restrizioni imposte dal fair play finanziario. Trovata quindi la prima gioia stagionale sul terreno del neopromosso Pescara, l'esordio europeo riservò ai nerazzurri un tonfo per 2-0 per mano dell'Hapoel Be'er Sheva.
Mentre in continente la formazione cedette allo Sparta Praga (per 3-1), in campionato compì un percorso altalenante: alla storica vittoria casalinga contro i pluricampioni d'Italia della Juventus, ritrovata dopo 6 anni dall'ultima volta, fecero da contraltare le sconfitte contro Roma, Cagliari (in cui il capitano Icardi fu oggetto di contestazione dei sostenitori) ed Atalanta. Le critiche della gestione dell'olandese riguardarono anche attriti con alcuni elementi, tra cui Brozović- escluso temporaneamente dalla squadra - e Gabigol, cui il ct olandese ne riservò un esiguo utilizzo. Poiché lo scenario non accennò a mutare, con la squadra reduce da uno score di 19 reti subite in 14 partite, De Boer venne esonerato all'indomani della sconfitta interna contro la Sampdoria (settima in 13 partite disputate).
La panchina passò quindi pro tempore a Vecchi, allenatore della formazione Primavera: conosciuta l'eliminazione ai gironi di Europa League per effetto della sconfitta esterna contro il Southampton (già battuto tra le mura amiche), i nerazzurri arrivarono alla pausa di novembre al nono posto a quota 18 punti, per effetto dell'inedita vittoria contro il neopromosso Crotone. Durante la sosta, quindi, venne ingaggiato Stefano Pioli, reduce dell'esonero dalla panchina della Lazio la primavera precedente. Ereditata una squadra a oltre 10 lunghezze dalla vetta in campionato, il tecnico parmigiano chiuse l'avventura, già compromessa, in Europa League, con una sconfitta in trasferta contro la squadra israeliana (in rimonta per 3-2 dopo l'espulsione di Handanovič) e con una vittoria contro lo Sparta Praga (per 2 reti a 1).

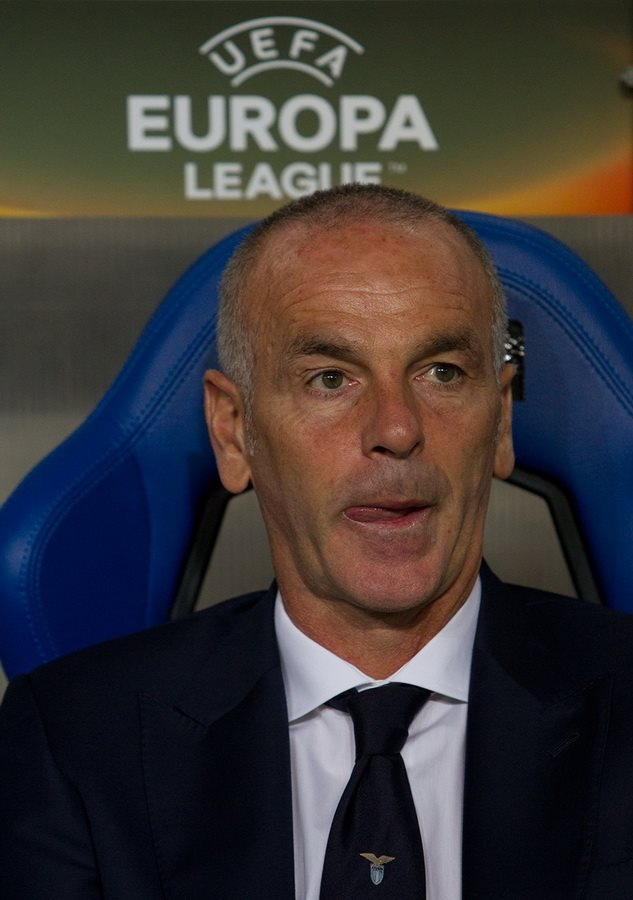
Stefano Pioli, subentrato a stagione in corso a De Boer ed esonerato a tre giornate dalla fine, dopo una crisi primaverile che compromise il buon recupero invernale.

Dopo un breve periodo di assestamento, culminato con l'uscita anche dalla Coppa Italia, l'Inter parve acquisire maggior spessore e concretezza. Il tecnico parmigiano passò al 4-2-3-1: Handanović venne confermato tra i pali, in difesa D'Ambrosio e Ansaldi agivano sulle fasce, con Murillo e Miranda al centro; Gagliardini (giunto nel mercato invernale) e Kondogbia operavano a centrocampo, con la trequarti che vedeva Candreva e Perišić al fianco di João Mario; Icardi, quindi, mantenne titolarità in attacco, figurando spesso tra i marcatori.
L'inizio del girone di ritorno segnò quindi un'autentica rimonta, in cui la formazione conquistò 34 punti in 15 giornate, merito anche di 10 trionfi: gli stop nei big match contro Juventus e Roma non sembrarono fermare la corsa per la Champions League. Alla sosta di marzo, dopo le goleade contro Cagliari ed un'outsider Atalanta, match in cui il capitano Mauro Icardi si mette in mostra con una tripletta, i nerazzurri occupavano la quinta posizione — unitamente agli orobici — con 8 punti di distacco dal Napoli terzo.
Al rientro dalla sosta di marzo, tuttavia, la corsa Champions s'arrestò bruscamente, aprendo un grave periodo di crisi: strappato un pari in casa dei granata, i meneghini caddero, prima in casa della Sampdoria (già fatale a De Boer) e successivamente a Crotone, contro una formazione in piena lotta per la salvezza, subendo due gol su rigore in due partite. Fermata da un contestatissimo pareggio nel derby, l'Inter perse altre tre gare, nello specifico contro Fiorentina (in un pirotecnico 5-4 in cui risultò inutile la seconda tripletta stagionale di Icardi), Napoli e Genoa.
Il passo falso della Marassi rossoblù fu fatale a Pioli, esonerato il martedì successivo: a gravare sul suo percorso furono le critiche per via di scelte sbagliate nella gestione del roster, vedendosi inoltre respinta la proposta di dimissioni. Alla guida tornò quindi Vecchi, frattanto conduttore della Primavera alla fase finale del campionato di categoria (poi vinto).Sconfitti 2-1 in casa dal Sassuolo,i meneghini allungarono a 8 gare senza vittorie la striscia negativa dei nerazzurri (dato statistico centrato solamente nel 1947-48 e 1981-82): ne conseguì una pesante contestazione da parte dei sostenitori, i quali decisero di lasciare lo stadio dopo 20'. 
Ritrovata la vittoria in casa di una Lazio finalista di coppa, i nerazzurri non riuscirono nel sorpasso ai rivali cittadini, che vincendo alla penultima giornata si assicurarono il ritorno in Europa League. La formazione archiviò quindi un'annata fallimentare travolgendo in casa l'Udinese, al settimo posto dietro ai rossoneri di un punto. A livello individuale, l'argentino Icardi figurò capocannoniere stagionale della Beneamata per il terzo anno consecutivo, grazie anche agli assist di Perišić e Brozović (grazie alla seconda chance concessa da Pioli nel girone di ritorno).

## Divise e sponsor

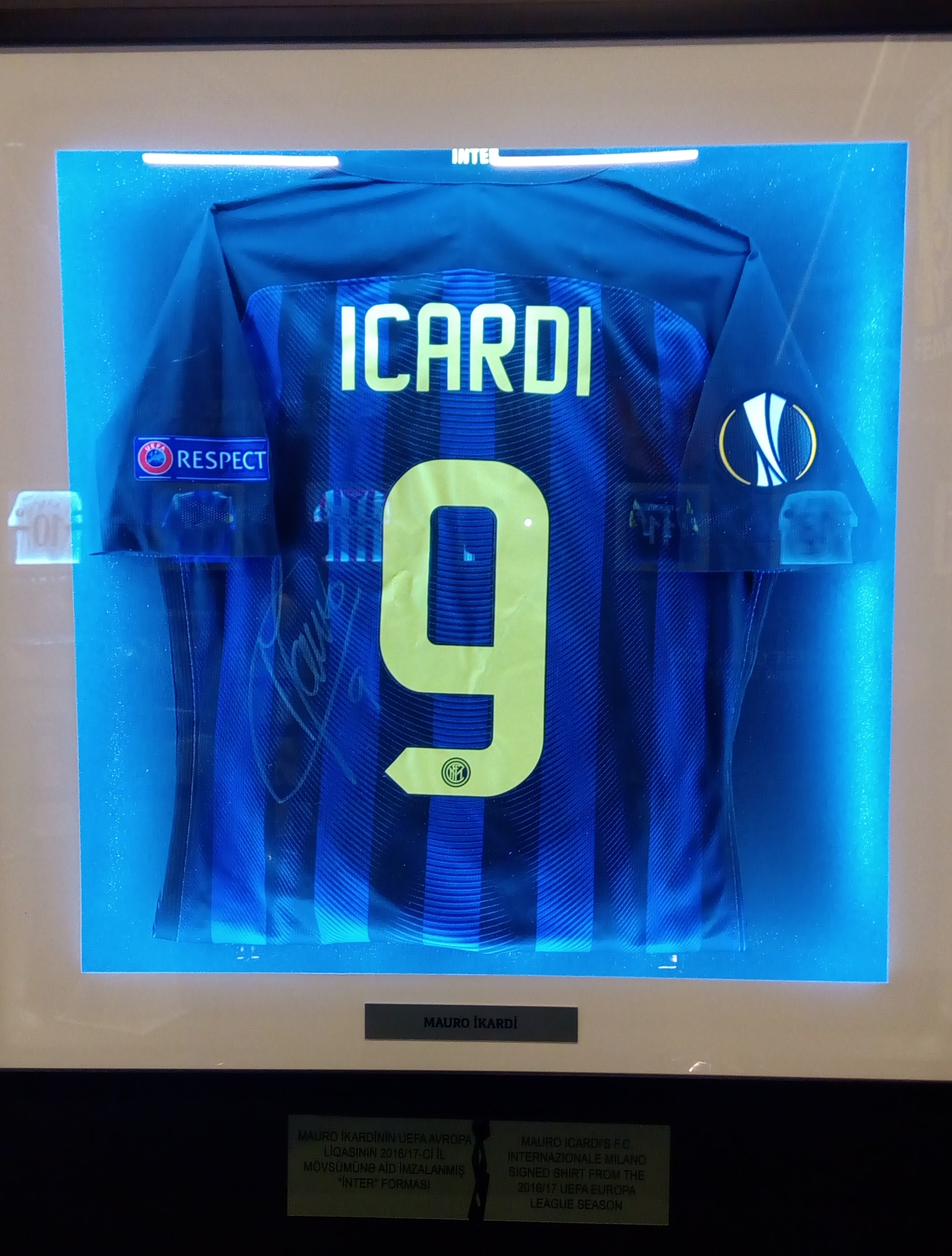
La maglia numero 9 del capitano Mauro Icardi: si può notare come le personalizzazioni siano gialle anziché bianche come da tradizione.

Lo sponsor tecnico per la stagione 2016-2017 è Nike, mentre gli sponsor ufficiali sono Pirelli e Driver (marchio collegato alla stessa Pirelli), quest'ultimo sul fondoschiena. La prima maglia si presenta a righe verticali nerazzurre, rese più vivaci e dinamiche mediante una particolare grafica a linee ondulate, mentre le spalle e le maniche sono ricoperte di nero; i calzettoni sono gialli, così come le personalizzazioni dei giocatori. La seconda maglia è invece bianca con le maniche cinte di nerazzurro; bianchi sono anche i pantaloncini mentre i calzettoni sono azzurri. La terza divisa, utilizzata per la prima volta all'esordio in Europa League, si caratterizza per un motivo a righe orizzontali, formate dai colori azzurro e verde elettrico; pantloncini e calzettoni sono verdi.
Il 28 maggio 2017, in occasione dell'ultima giornata di campionato, la squadra scende in campo con la divisa che vestirà l'anno successivo.
| Casa | Casa (38ª Serie A) | Trasferta | Terza divisa | 1ª portiere | 2ª portiere | 3ª portiere |

## Organigramma societario
Area direttiva
- Presidente: Erick Thohir.
- Vicepresidente: Javier Zanetti.
- Consiglio di Amministrazione: Ren Jun, Mi Xin, Liu Jun, Yang Yang, Steven Zhang, Michael Bolingbroke,[60] Gong Zhenyu, Erick Thohir, Handy Soetedjo, Nicola Volpi.
- Collegio sindacale. Sindaci effettivi: Simone Marchiò, Luca Nicodemi, Giacomo Perrone.
- Advisory Board: Milly Moratti.
- Amministratore delegato: Michael Bolingbroke,[60] poi Liu Jun.
- Corporate Director: Michael Williamson.
- Chief Football Administrator: Giovanni Gardini.
- Chief Revenue Officer: Michael Gandler.
- Chief Operative Officer: Alessandro Antonello.
- Chief Financial Officer: Tim Williams.
- Venue Commercial Director: David Garth.
- Marketing Director: Maria Laura Albini.
- Segretario generale: Massimo Cosentino.
- Responsabile Osservatori Prima Squadra: Massimiliano Mirabelli[61]
- Direttore risorse umane: Ilaria Quattrociocche.
- Real Estate Operations: Mauro Ferrara.

Area comunicazione
- Direttore della Comunicazione: Robert Faulkner.
- Responsabile Information Technology: Riccardo Tinnirello.
- Responsabile Ufficio Stampa e Contenuti Editoriali: Leo Picchi.
- Responsabile Rapporti con i Media ed Eventi di Comunicazione: Luigi Crippa.
- Ufficio Stampa: Daria Nicoli, Andrea Dal Canton, Davide Civoli.
- Presidente Onorario Inter Club: Bedy Moratti.

Area sportiva
- Direttore sportivo: Piero Ausilio.
- Team Manager: Fabio Pinna.

Area tecnica
- Allenatore: Frank de Boer, poi Stefano Vecchi,[62] poi Stefano Pioli[63]
- Allenatore in seconda: Orlando Trustfull, poi Luca Facchetti,[62] poi Giacomo Murelli[63]
- Collaboratori tecnici: Michel Kreek,[64] Michele Santoni,[64] Davide Lucarelli[65] Walter Samuel.[65]
- Responsabile preparatori atletici: Alessandro Schoenmaker[64]
- Preparatori atletici: Andrea Scanavino, Giuseppe Bellistri; Matteo Osti,[65] Francesco Perondi.[65]
- Allenatore portieri: Adriano Bonaiuti.
- Football analyst: Michele Salzarulo, Igor Quaia, Luciano Vulcano.

Area sanitaria
- Coordinatore staff medico: Piero Volpi.
- Medico sociale: Daniele Casalini.
- Medico: Alessandro Corsini.
- Coordinatore fisioterapisti: Marco Dellacasa.
- Fisioterapisti: Massimo Dellacasa, Andrea Belli, Marco Frigerio e Agostino Alessio.

## Rosa
Rosa e numerazione aggiornate al 31 gennaio 2017.
| N. |                           | Ruolo | Calciatore                      |
| -- | ------------------------- | ----- | ------------------------------- |
| 1  | Slovenia (bandiera)       | P     | Samir Handanovič                |
| 2  | Italia (bandiera)         | D     | Marco Andreolli                 |
| 5  | Brasile (bandiera)        | C     | Felipe Melo                     |
| 5  | Italia (bandiera)         | C     | Roberto Gagliardini             |
| 6  | Portogallo (bandiera)     | C     | João Mário                      |
| 7  | Francia (bandiera)        | C     | Geoffrey Kondogbia              |
| 8  | Argentina (bandiera)      | A     | Rodrigo Palacio (vice capitano) |
| 9  | Argentina (bandiera)      | A     | Mauro Icardi (capitano)         |
| 10 | Montenegro (bandiera)     | A     | Stevan Jovetić                  |
| 11 | Francia (bandiera)        | A     | Jonathan Biabiany               |
| 13 | Italia (bandiera)         | D     | Andrea Ranocchia                |
| 15 | Argentina (bandiera)      | D     | Cristian Ansaldi                |
| 17 | Cile (bandiera)           | C     | Gary Medel                      |
| 19 | Argentina (bandiera)      | C     | Éver Banega                     |
| 20 | Australia (bandiera)      | D     | Trent Sainsbury                 |
| 21 | Italia (bandiera)         | D     | Davide Santon                   |
| 23 | Italia (bandiera)         | A     | Éder                            |
| 24 | Colombia (bandiera)       | D     | Jeison Murillo                  |
| 25 | Brasile (bandiera)        | D     | Miranda                         |
| 27 | Costa d'Avorio (bandiera) | C     | Assane Gnoukouri                |

| N. |                           | Ruolo | Calciatore          |
| -- | ------------------------- | ----- | ------------------- |
| 30 | Argentina (bandiera)      | P     | Juan Pablo Carrizo  |
| 33 | Italia (bandiera)         | D     | Danilo D'Ambrosio   |
| 40 | Belgio (bandiera)         | D     | Zinho Vanheusden    |
| 41 | Francia (bandiera)        | D     | Andreaw Gravillon   |
| 42 | Honduras (bandiera)       | C     | Rigoberto Rivas     |
| 43 | Belgio (bandiera)         | C     | Xian Emmers         |
| 44 | Croazia (bandiera)        | A     | Ivan Perišić        |
| 46 | Italia (bandiera)         | P     | Tommaso Berni       |
| 55 | Giappone (bandiera)       | D     | Yūto Nagatomo       |
| 77 | Croazia (bandiera)        | C     | Marcelo Brozović    |
| 87 | Italia (bandiera)         | C     | Antonio Candreva    |
| 91 | Italia (bandiera)         | C     | Loris Zonta         |
| 92 | Italia (bandiera)         | P     | Michele Di Gregorio |
| 93 | Francia (bandiera)        | A     | Axel Bakayoko       |
| 94 | Costa d'Avorio (bandiera) | D     | Eloge Yao           |
| 95 | Belgio (bandiera)         | D     | Senna Miangue       |
| 96 | Brasile (bandiera)        | A     | Gabriel Barbosa     |
| 97 | Romania (bandiera)        | P     | Ionuț Andrei Radu   |
| 98 | Italia (bandiera)         | C     | Marco Carraro       |
| 99 | Italia (bandiera)         | A     | Andrea Pinamonti    |

## Calciomercato

### Sessione estiva(dal 1º/7 al 31/8)
| Acquisti         | Acquisti            | Acquisti         | Acquisti                                          |
| R.               | Nome                | da               | Modalità                                          |
| ---------------- | ------------------- | ---------------- | ------------------------------------------------- |
| D                | Marco Andreolli     | Siviglia         | fine prestito                                     |
| D                | Cristian Ansaldi    | Genoa            | definitivo (9,8 milioni €)                        |
| D                | Cristiano Biraghi   | Granada          | fine prestito                                     |
| D                | Federico Dimarco    | Ascoli           | fine prestito                                     |
| D                | Dodô                | Roma             | riscatto cartellino (7,8 milioni €)               |
| D                | Caner Erkin         | Fenerbahçe       | svincolato                                        |
| D                | Andrea Ranocchia    | Sampdoria        | fine prestito                                     |
| C                | Éver Banega         | Siviglia         | svincolato                                        |
| C                | Marcelo Brozović    | Dinamo Zagabria  | riscatto cartellino (5 milioni €)                 |
| C                | Antonio Candreva    | Lazio            | definitivo (22 milioni €) più bonus (3 milioni €) |
| C                | João Mário          | Sporting Lisbona | definitivo (40 milioni €) più bonus (5 milioni €) |
| A                | Gabriel Barbosa     | Santos           | definitivo (29,5 milioni €)                       |
| A                | Gianluca Caprari    | Pescara          | definitivo (4,5 milioni €)                        |
| A                | Rey Manaj           | Cremonese        | riscatto cartellino (0,5 milioni €)               |
| Altre operazioni |                     |                  |                                                   |
| R.               | Nome                | da               | Modalità                                          |
| P                | Raffaele Di Gennaro | Latina           | fine prestito                                     |
| D                | Andrea Bandini      | Südtirol         | fine prestito                                     |
| D                | Isaac Donkor        | Bari             | fine prestito                                     |
| D                | Simone Pasa         | Pordenone        | fine prestito                                     |
| D                | Eloge Yao           | Crotone          | fine prestito                                     |
| C                | Niccolò Belloni     | Ternana          | fine prestito                                     |
| C                | Daniel Bessa        | Como             | fine prestito                                     |
| C                | Gaston Camara       | Modena           | fine prestito                                     |
| C                | Andrea Palazzi      | Livorno          | fine prestito                                     |
| C                | Andrea Romanò       | Renate           | fine prestito                                     |
| C                | Lorenzo Tassi       | Savona           | fine prestito                                     |
| A                | Evans Kondogbia     | Jumilla          | fine prestito                                     |
| A                | Samuele Longo       | Frosinone        | fine prestito                                     |
| A                | George Pușcaș       | Bari             | fine prestito                                     |

| Cessioni         | Cessioni            | Cessioni         | Cessioni |
| R.               | Nome                | a                | Modalità |
| ---------------- | ------------------- | ---------------- | --- |
| D                | Cristiano Biraghi   | Pescara          | definitivo (4 milioni €) |
| D                | Federico Dimarco    | Empoli           | prestito con diritto di riscatto (3 milioni €) e controriscatto (3,5 milioni €)                                             |
| D                | Dodô                | Sampdoria        | prestito biennale con obbligo di riscatto (5 milioni €)                                                                     |
| D                | Juan Jesus          | Roma             | prestito (2 milioni €) con obbligo di riscatto condizionato al verificarsi di determinate situazioni sportive (8 milioni €) |
| D                | Alex Telles         | Galatasaray      | fine prestito |
| D                | Caner Erkin         | Beşiktaş         | prestito con diritto di riscatto (1 milione €)                                                                              |
| C                | Lorenzo Crisetig    | Bologna          | definitivo (2,7 milioni €)                                                                                                  |
| C                | Diego Laxalt        | Genoa            | definitivo (7,8 milioni €)                                                                                                  |
| C                | Adem Ljajić         | Roma             | fine prestito |
| A                | Gianluca Caprari    | Pescara          | prestito |
| A                | Rey Manaj           | Pescara          | prestito |
| Altre operazioni |                     |                  | |
| R.               | Nome                | a                | Modalità |
| P                | Francesco Bardi     | Frosinone        | rinnovo prestito con diritto di riscatto e controriscatto                                                                   |
| P                | Raffaele Di Gennaro | Ternana          | prestito |
| D                | Rodrigo Alborno     | Libertad         | svincolato |
| D                | Andrea Bandini      | Mantova          | prestito |
| D                | Isaac Donkor        | Avellino         | prestito con diritto di riscatto e controriscatto                                                                           |
| D                | Bright Gyamfi       | Benevento        | prestito con diritto di riscatto                                                                                            |
| D                | Simone Pasa         | Cittadella       | svincolato |
| D                | Răzvan Popa         | Real Saragozza   | definitivo (100.000 €) |
| C                | Niccolò Belloni     | Avellino         | prestito con diritto di riscatto e controriscatto                                                                           |
| C                | Daniel Bessa        | Verona           | prestito con obbligo di riscatto (1,2 milioni €)                                                                            |
| C                | Gaston Camara       | Brescia          | prestito con diritto di riscatto e controriscatto                                                                           |
| C                | Pedro Delgado       | Sporting Lisbona | definitivo (2 milioni €) |
| C                | Andrea Palazzi      | Pro Vercelli     | prestito con diritto di riscatto e controriscatto                                                                           |
| C                | Andrea Romanò       | Reggina          | prestito |
| C                | Lorenzo Tassi       | Avellino         | prestito con diritto di riscatto e controriscatto                                                                           |
| A                | José Correia        | Tondela          | prestito |
| A                | Evans Kondogbia     | Foligno          | svincolato |
| A                | Samuele Longo       | Girona           | prestito |
| A                | George Pușcaș       | Benevento        | prestito con diritto di riscatto e controriscatto                                                                           |
| A                | Boris Rapaić        | Hajduk Spalato   | fine prestito |

### Sessione invernale(dal 3/1 al 31/1)
| Acquisti         | Acquisti            | Acquisti       | Acquisti                                                      |
| R.               | Nome                | da             | Modalità                                                      |
| ---------------- | ------------------- | -------------- | ------------------------------------------------------------- |
| D                | Trent Sainsbury     | Jiangsu Suning | prestito                                                      |
| C                | Roberto Gagliardini | Atalanta       | prestito (2 milioni €) con obbligo di riscatto (20 milioni €) |
| Altre operazioni |                     |                |                                                               |
| R.               | Nome                | da             | Modalità                                                      |
| D                | Isaac Donkor        | Avellino       | fine prestito                                                 |
| C                | Lorenzo Tassi       | Avellino       | fine prestito                                                 |
| A                | José Correia        | Tondela        | fine prestito                                                 |
| A                | Rey Manaj           | Pescara        | fine prestito                                                 |
| A                | Roberto Ogunseye    | Prato          | fine prestito                                                 |

| Cessioni         | Cessioni         | Cessioni    | Cessioni                                                |
| R.               | Nome             | a           | Modalità                                                |
| ---------------- | ---------------- | ----------- | ------------------------------------------------------- |
| D                | Senna Miangue    | Cagliari    | prestito con diritto di riscatto e controriscatto       |
| D                | Andrea Ranocchia | Hull City   | prestito (1.3 milioni €)                                |
| C                | Daniel Bessa     | Verona      | riscatto del cartellino (1,2 milioni €)                 |
| C                | Assane Gnoukouri | Udinese     | prestito con diritto di riscatto (4 milioni €)          |
| C                | Felipe Melo      | Palmeiras   | prestito                                                |
| A                | Stevan Jovetić   | Siviglia    | prestito oneroso con diritto di riscatto (14 milioni €) |
| Altre operazioni |                  |             |                                                         |
| R.               | Nome             | da          | Modalità                                                |
| D                | Isaac Donkor     | Cesena      | prestito                                                |
| C                | Lorenzo Tassi    | Feralpisalò | prestito                                                |
| C                | Loris Zonta      | Pisa        | prestito                                                |
| A                | José Correia     | Marbella FC | prestito                                                |
| A                | Rey Manaj        | Pisa        | prestito                                                |
| A                | Roberto Ogunseye | Olbia       | prestito                                                |

## Risultati

### Serie A

#### Girone di andata
| Arbitro: | Irrati (Pistoia) |

|                |           |  |
| Birsa 49’, 81’ | Marcatori |  |

| Arbitro: | Russo (Nola) |

|            |           |             |
| Icardi 72’ | Marcatori | 48’ Rispoli |

| Arbitro: | Damato (Barletta) |

|              |           |                   |
| Bahebeck 63’ | Marcatori | 77’, 90+1’ Icardi |

| Arbitro: | Tagliavento (Terni) |

|                        |           |                  |
| Icardi 68’ Perišić 78’ | Marcatori | 66’ Lichtsteiner |

| Arbitro: | Guida (Torre Annunziata) |

|  |           |                 |
|  | Marcatori | 10’, 17’ Icardi |

| Arbitro: | Celi (Bari) |

|             |           |            |
| Perišić 37’ | Marcatori | 14’ Destro |

| Arbitro: | Banti (Livorno) |

|                            |           |            |
| Džeko 5’ Icardi 76’ (aut.) | Marcatori | 72’ Banega |

| Arbitro: | Valeri (Roma) |

|                |           |                                      |
| João Mário 55’ | Marcatori | 71’ Melchiorri 85’ (aut.) Handanovič |

| Arbitro: | Doveri (Roma) |

|                                 |           |          |
| Masiello 10’ Pinilla 88’ (rig.) | Marcatori | 50’ Éder |

| Arbitro: | Massa (Imperia) |

|                 |           |             |
| Icardi 35’, 88’ | Marcatori | 63’ Belotti |

| Arbitro: | Mazzoleni (Bergamo) |

|                  |           |  |
| Quagliarella 44’ | Marcatori |  |

| Arbitro: | Calvarese (Teramo) |

|                                      |           |  |
| Perisic 84’ Icardi 88’ (rig.), 90+3’ | Marcatori |  |

| Arbitro: | Tagliavento (Terni) |

|               |           |                            |
| Suso 42’, 58’ | Marcatori | 53’ Candreva 90+2’ Perisic |

| Arbitro: | Damato (Barletta) |

|                                           |           |                        |
| Brozović 3’ Candreva 9’ Icardi 19’, 90+1’ | Marcatori | 37’ Kalinić 62’ Iličič |

| Arbitro: | Rizzoli (Bologna) |

|                                       |           |  |
| Zielinski 2’ Hamšík 5’ L. Insigne 51’ | Marcatori |  |

| Arbitro: | Valeri (Roma) |

|                   |           |  |
| Brozović 38’, 69’ | Marcatori |  |

| Arbitro: | Di Bello (Brindisi) |

|  |           |              |
|  | Marcatori | 47’ Candreva |

| Arbitro: | Mazzoleni (Bergamo) |

|                            |           |  |
| Banega 54’ Icardi 56’, 65’ | Marcatori |  |

| Arbitro: | Doveri (Roma) |

|            |           |                    |
| Jankto 17’ | Marcatori | 45+2’, 87’ Perišić |

#### Girone di ritorno
| Arbitro: | Giacomelli (Trieste) |

|                                   |           |                |
| Icardi 69’ Perišić 86’ Éder 90+3’ | Marcatori | 34’ Pellissier |

| Arbitro: | Irrati (Pistoia) |

|  |           |                |
|  | Marcatori | 65’ João Mário |

| Arbitro: | Calvarese (Teramo) |

|                                        |           |  |
| D'Ambrosio 23’ João Mário 43’ Éder 73’ | Marcatori |  |

| Arbitro: | Rizzoli (Bologna) |

|              |           |  |
| Cuadrado 45’ | Marcatori |  |

| Arbitro: | Celi (Bari) |

|                       |           |  |
| Éder 13’ Candreva 54’ | Marcatori |  |

| Arbitro: | Mazzoleni (Bergamo) |

|  |           |             |
|  | Marcatori | 81’ Barbosa |

| Arbitro: | Tagliavento (Terni) |

|            |           |                                        |
| Icardi 81’ | Marcatori | 12’, 56’ Nainggolan 85’ (rig.) Perotti |

| Arbitro: | Di Bello (Brindisi) |

|               |           |                                                               |
| Borriello 42’ | Marcatori | 34’, 48’ Perišić 39’ Banega 67’ (rig.) Icardi 89’ Gagliardini |

| Arbitro: | Irrati (Pistoia) |

|                                                                  |           |             |
| Icardi 17’, 23’ (rig.), 26’ Banega 31’, 34’, 68’ Gagliardini 52’ | Marcatori | 42’ Freuler |

| Arbitro: | Banti (Livorno) |

|                        |           |                            |
| Baselli 33’ Acquah 59’ | Marcatori | 27’ Kondogbia 62’ Candreva |

| Arbitro: | Celi (Bari) |

|                |           |                                    |
| D'Ambrosio 35’ | Marcatori | 50’ Schick 82’ (rig.) Quagliarella |

| Arbitro: | Guida (Torre Annunziata) |

|                            |           |                |
| Falcinelli 18’ (rig.), 22’ | Marcatori | 65’ D'Ambrosio |

| Arbitro: | Orsato (Schio) |

|                         |           |                               |
| Candreva 36’ Icardi 44’ | Marcatori | 83’ Romagnoli 90+7’ C. Zapata |

| Arbitro: | Valeri (Roma) |

|                                             |           |                                    |
| Vecino 23’, 64’ Astori 62’ Babacar 70’, 79’ | Marcatori | 29’ Perišić 34’, 88’, 90+1’ Icardi |

| Arbitro: | Rocchi (Firenze) |

|  |           |              |
|  | Marcatori | 43’ Callejón |

| Arbitro: | Damato (Barletta) |

|            |           |  |
| Pandev 70’ | Marcatori |  |

| Arbitro: | Massa (Imperia) |

|          |           |                   |
| Éder 70’ | Marcatori | 36’, 50’ Iemmello |

| Arbitro: | Di Bello (Brindisi) |

|                  |           |                                         |
| Keita 18’ (rig.) | Marcatori | 31’ Andreolli 37’ (aut.) Hoedt 74’ Éder |

| Arbitro: | Di Paolo (Avezzano) |

|                                                          |           |                           |
| Éder 5’, 54’ Perišić 18’ Brozović 36’ Angella 78’ (aut.) | Marcatori | 76’ Balić 90+2’ D. Zapata |

### Coppa Italia

#### Fase finale
| Arbitro: | Mariani (Aprilia) |

|                                      |           |                         |
| Murillo 33’ Palacio 39’ Candreva 98’ | Marcatori | 43’ Džemaili 73’ Donsah |

| Arbitro: | Guida (Torre Annunziata) |

|              |           |                                       |
| Brozović 84’ | Marcatori | 20’ Felipe Anderson 56’ (rig.) Biglia |

### UEFA Europa League

#### Fase a gironi
| Arbitro: | Kehlet |

|  |           |                              |
|  | Marcatori | 54’ Miguel Vítor 69’ Buzaglo |

| Arbitro: | Soares Dias |

|                          |           |             |
| Kadlec 7’, 25’ Holek 76’ | Marcatori | 71’ Palacio |

| Arbitro: | Mazeika |

|              |           |  |
| Candreva 67’ | Marcatori |  |

| Arbitro: | Gil |

|                                  |           |            |
| van Dijk 64’ Nagatomo 70’ (aut.) | Marcatori | 33’ Icardi |

| Arbitro: | Estrada Fernández |

|                                                    |           |                         |
| Lúcio Maranhão 58’ Nwakaeme 71’ (rig.) Sahar 90+3’ | Marcatori | 13’ Icardi 25’ Brozović |

| Arbitro: | Vertenten |

|               |           |             |
| Éder 23’, 90’ | Marcatori | 54’ Mareček |

## Statistiche
Statistiche aggiornate al 28 maggio 2017.

### Statistiche di squadra
| Competizione       | Punti | In casa | In casa | In casa | In casa | In casa | In casa | In trasferta | In trasferta | In trasferta | In trasferta | In trasferta | In trasferta | Totale | Totale | Totale | Totale | Totale | Totale | D.R. |
| Competizione       | Punti | G       | V       | N       | P       | Gf      | Gs      | G            | V            | N            | P            | Gf           | Gs           | G      | V      | N      | P      | Gf     | Gs     | D.R. |
| ------------------ | ----- | ------- | ------- | ------- | ------- | ------- | ------- | ------------ | ------------ | ------------ | ------------ | ------------ | ------------ | ------ | ------ | ------ | ------ | ------ | ------ | ---- |
| Serie A            | 62    | 19      | 11      | 3       | 5       | 44      | 22      | 19           | 8            | 2            | 9            | 28           | 27           | 38     | 19     | 5      | 14     | 72     | 49     | 23   |
| Coppa Italia       | -     | 2       | 1       | 0       | 1       | 4       | 4       | 0            | 0            | 0            | 0            | 0            | 0            | 2      | 1      | 0      | 1      | 4      | 4      | 0    |
| UEFA Europa League | 6     | 3       | 2       | 0       | 1       | 3       | 3       | 3            | 0            | 0            | 3            | 4            | 8            | 6      | 2      | 0      | 4      | 7      | 11     | −4   |
| Totale             | -     | 24      | 14      | 3       | 7       | 51      | 29      | 22           | 8            | 2            | 12           | 32           | 35           | 46     | 22     | 5      | 19     | 83     | 64     | 19   |

### Andamento in campionato
| Giornata  | 1  | 2  | 3  | 4 | 5 | 6 | 7 | 8  | 9  | 10 | 11 | 12 | 13 | 14 | 15 | 16 | 17 | 18 | 19 | 20 | 21 | 22 | 23 | 24 | 25 | 26 | 27 | 28 | 29 | 30 | 31 | 32 | 33 | 34 | 35 | 36 | 37 | 38 |
| --------- | -- | -- | -- | - | - | - | - | -- | -- | -- | -- | -- | -- | -- | -- | -- | -- | -- | -- | -- | -- | -- | -- | -- | -- | -- | -- | -- | -- | -- | -- | -- | -- | -- | -- | -- | -- | -- |
| Luogo     | T  | C  | T  | C | T | C | T | C  | T  | C  | T  | C  | T  | C  | T  | C  | T  | C  | T  | C  | T  | C  | T  | C  | T  | C  | T  | C  | T  | C  | T  | C  | T  | C  | T  | C  | T  | C  |
| Risultato | P  | N  | V  | V | V | N | P | P  | P  | V  | P  | V  | N  | V  | P  | V  | V  | V  | V  | V  | V  | V  | P  | V  | V  | P  | V  | V  | N  | P  | P  | N  | P  | P  | P  | P  | V  | V  |
| Posizione | 19 | 17 | 10 | 7 | 3 | 3 | 9 | 13 | 14 | 10 | 13 | 9  | 9  | 8  | 10 | 8  | 7  | 7  | 7  | 6  | 5  | 4  | 5  | 4  | 4  | 6  | 6  | 5  | 5  | 6  | 7  | 7  | 7  | 7  | 7  | 8  | 7  | 7  |

Fonte:  Serie A – Classifiche, su sport.sky.it, Sky Sport. URL consultato il 23 luglio 2016 (archiviato dall'url originale l'11 settembre 2014).
Legenda:

Luogo: C = Casa; T = Trasferta. Risultato: V = Vittoria; N = Pareggio; P = Sconfitta.

### Statistiche dei giocatori
Sono indicati in corsivo i calciatori ceduti a stagione in corso.
| Giocatore      | Serie A  | Serie A | Serie A     | Serie A    | Coppa Italia | Coppa Italia | Coppa Italia | Coppa Italia | Europa League | Europa League | Europa League | Europa League | Totale   | Totale | Totale      | Totale     |
| Giocatore      | Presenze | Reti    | Ammonizioni | Espulsioni | Presenze     | Reti         | Ammonizioni  | Espulsioni   | Presenze      | Reti          | Ammonizioni   | Espulsioni    | Presenze | Reti   | Ammonizioni | Espulsioni |
| -------------- | -------- | ------- | ----------- | ---------- | ------------ | ------------ | ------------ | ------------ | ------------- | ------------- | ------------- | ------------- | -------- | ------ | ----------- | ---------- |
| M. Andreolli   | 6        | 1       | 0           | 0          | 0            | 0            | 0            | 0            | 1             | 0             | 0             | 0             | 7        | 1      | 0           | 0          |
| C. Ansaldi     | 21       | 0       | 10          | 1          | 2            | 0            | 0            | 0            | 3             | 0             | 0             | 0             | 26       | 0      | 10          | 1          |
| A. Bakayoko    | 0        | 0       | 0           | 0          | 0            | 0            | 0            | 0            | 1             | 0             | 0             | 0             | 1        | 0      | 0           | 0          |
| É. Banega      | 28       | 6       | 4           | 1          | 1            | 0            | 0            | 0            | 4             | 0             | 0             | 0             | 33       | 6      | 4           | 1          |
| G. Barbosa     | 9        | 1       | 3           | 0          | 1            | 0            | 0            | 0            | 0             | 0             | 0             | 0             | 10       | 1      | 3           | 0          |
| T. Berni       | 0        | 0       | 0           | 0          | 0            | 0            | 0            | 0            | 0             | 0             | 0             | 0             | 0        | 0      | 0           | 0          |
| J. Biabiany    | 1        | 0       | 0           | 0          | 0            | 0            | 0            | 0            | 3             | 0             | 0             | 0             | 4        | 0      | 0           | 0          |
| M. Brozović    | 23       | 4       | 7           | 0          | 2            | 1            | 1            | 0            | 3             | 1             | 2             | 1             | 28       | 6      | 10          | 1          |
| A. Candreva    | 38       | 6       | 2           | 0          | 2            | 1            | 1            | 0            | 5             | 1             | 1             | 0             | 45       | 8      | 4           | 0          |
| J. Carrizo     | 1        | -2      | 0           | 0          | 1            | -2           | 0            | 0            | 2             | -3            | 0             | 0             | 4        | -7     | 0           | 0          |
| D. D'Ambrosio  | 32       | 3       | 4           | 0          | 2            | 0            | 2            | 0            | 5             | 0             | 0             | 0             | 39       | 3      | 6           | 0          |
| Éder           | 33       | 8       | 3           | 0          | 1            | 0            | 0            | 0            | 6             | 2             | 0             | 0             | 40       | 10     | 3           | 0          |
| R. Gagliardini | 18       | 2       | 2           | 0          | 1            | 0            | 0            | 0            | 0             | 0             | 0             | 0             | 19       | 2      | 2           | 0          |
| A. Gnoukouri   | 4        | 0       | 0           | 0          | 0            | 0            | 0            | 0            | 4             | 0             | 0             | 0             | 8        | 0      | 0           | 0          |
| S. Handanovič  | 37       | -47     | 4           | 0          | 1            | -2           | 0            | 0            | 5             | -8            | 2             | 1             | 43       | -57    | 6           | 1          |
| M. Icardi      | 34       | 24      | 1           | 0          | 2            | 0            | 0            | 0            | 5             | 2             | 0             | 0             | 41       | 26     | 1           | 0          |
| S. Jovetić     | 5        | 0       | 1           | 0          | 0            | 0            | 0            | 0            | 0             | 0             | 0             | 0             | 5        | 0      | 1           | 0          |
| G. Kondogbia   | 24       | 1       | 5           | 1          | 2            | 0            | 0            | 0            | 0             | 0             | 0             | 0             | 26       | 1      | 5           | 1          |
| J. Mario       | 30       | 3       | 5           | 0          | 2            | 0            | 0            | 0            | 0             | 0             | 0             | 0             | 32       | 3      | 5           | 0          |
| G. Medel       | 26       | 0       | 5           | 0          | 2            | 0            | 1            | 0            | 3             | 0             | 2             | 0             | 31       | 0      | 8           | 0          |
| F. Melo        | 5        | 0       | 3           | 1          | 0            | 0            | 0            | 0            | 5             | 0             | 0             | 0             | 10       | 0      | 3           | 1          |
| S. Miangue     | 3        | 0       | 0           | 0          | 0            | 0            | 0            | 0            | 2             | 0             | 0             | 0             | 5        | 0      | 0           | 0          |
| J. Miranda     | 32       | 0       | 6           | 0          | 1            | 0            | 0            | 1            | 3             | 0             | 1             | 0             | 36       | 0      | 7           | 1          |
| J. Murillo     | 27       | 0       | 6           | 0          | 2            | 1            | 0            | 0            | 5             | 0             | 1             | 0             | 34       | 1      | 7           | 0          |
| Y. Nagatomo    | 16       | 0       | 2           | 0          | 0            | 0            | 0            | 0            | 4             | 0             | 1             | 0             | 20       | 0      | 3           | 0          |
| R. Palacio     | 15       | 0       | 1           | 0          | 2            | 1            | 0            | 0            | 3             | 1             | 0             | 0             | 20       | 2      | 1           | 0          |
| I. Perišić     | 36       | 11      | 2           | 1          | 1            | 0            | 0            | 0            | 5             | 0             | 0             | 0             | 42       | 11     | 2           | 1          |
| A. Pinamonti   | 2        | 0       | 0           | 0          | 0            | 0            | 0            | 0            | 1             | 0             | 0             | 0             | 3        | 0      | 0           | 0          |
| I. Radu        | 0        | 0       | 0           | 0          | 0            | 0            | 0            | 0            | 0             | 0             | 0             | 0             | 0        | 0      | 0           | 0          |
| A. Ranocchia   | 5        | 0       | 2           | 0          | 0            | 0            | 0            | 0            | 4             | 0             | 3             | 1             | 9        | 0      | 5           | 1          |
| T. Sainsbury   | 1        | 0       | 1           | 0          | 0            | 0            | 0            | 0            | 0             | 0             | 0             | 0             | 1        | 0      | 1           | 0          |
| D. Santon      | 14       | 0       | 1           | 0          | 0            | 0            | 0            | 0            | 1             | 0             | 0             | 0             | 15       | 0      | 1           | 0          |
| E. Yao         | 0        | 0       | 0           | 0          | 0            | 0            | 0            | 0            | 0             | 0             | 0             | 0             | 0        | 0      | 0           | 0          |

## Giovanili

### Organigramma
- Direttore: Roberto Samaden.
- Responsabile Tecnico: Daniele Bernazzani.
- Responsabile Organizzativo: Alberto Celario.
- Responsabile Scouting Italia: Giuseppe Giavardi.
- Responsabile Scouting Estero: Pierluigi Casiraghi.
- Responsabile Medico: Marco Galli.
- Responsabile Preparatori Atletici: Roberto Niccolai.
- Responsabile Tecnico Attività di Base: Giuliano Rusca.
- Responsabile Organizzativo Attività di Base: Rachele Stucchi.
- Coordinatore Tecnico Attività di Base: Paolo Migliavacca.

### Piazzamenti

#### Primavera
- Campionato: Vincitore.
- Coppa Italia: Semifinali.
- Torneo di Viareggio: Quarti di finale.

#### Berretti
- Campionato: Vincitore.

#### Under-17
- Campionato: Vincitore.

#### Under-16
- Campionato: Play-off.

#### Under-15
- Campionato: Finalista.